# Panzerbrigade 14
Die Panzerbrigade 14 „Hessischer Löwe“ mit Stab im hessischen Neustadt war ein Panzerverband des Heeres der Bundeswehr. Die Brigade wurde zum 30. Juni 2008 außer Dienst gestellt und unterstand zuletzt der Division Luftbewegliche Operationen. Bis 1981 wurde sie als Panzerbrigade 6 bezeichnet.

## Geschichte

### Als Panzerbrigade 6 bis 1981

#### Vorgeschichte als Kampfgruppe in der Heeresstruktur I
Zur Einnahme der Heeresstruktur 1 wurde am 1. Juli 1956 die Kampfgruppe A 2 mit Standort des Stabes in Hannoversch Münden neu aufgestellt. Zur Aufstellung wurde Teile der Grenzschutztruppe 4 herangezogen. Die Kampfgruppe B 2 unterstand der 2. Grenadierdivision. Der Kampfgruppenstab verlegte noch 1956 nach Marburg. Die Kampfgruppe A 2 gliederte sich zum 1. Juli 1956 grob in folgende Truppenteile:
- Kampfgruppenstab Kampfgruppe A 2, Hannoversch Münden[3][2]
  -  Grenadierbataillon 2,[3] Fulda/Neustadt[1]
  -  Grenadierbataillon 22,[3] Hannoversch Münden/Fritzlar[1]

#### Heeresstruktur II
Zur Einnahme der Heeresstruktur 2 wurde im März 1959 die Kampfgruppe A 2 in die Panzerbrigade 6 umgegliedert. Standort des Brigadestabes war ab 1960 Neustadt.

#### Heeresstruktur III
Die Brigade wechselte von der 2. Panzergrenadierdivision 1977 zur 5. Panzerdivision. 1976/77 war die Panzerbrigade 6 wie die Panzerbrigade 14 und die Panzerbrigade 34 an einem Truppenversuch zur Erprobung der Heeresstruktur 4 beteiligt.

### Als Panzerbrigade 14 ab 1981

#### Heeresstruktur IV
1981 wurden zur Einnahme der Heeresstruktur 4 die Unterstellungen und entsprechend die Bezeichnung der Panzerbrigade 6, 14 und 34 „getauscht“:
- →  Die bisherige Panzerbrigade 6 wurde 1981 zur „neuen“ Panzerbrigade 14. Die Unterstellung der Brigade wechselte im Vorgriff bereits 1976/77 von der 2. Jägerdivision zur 5. Panzerdivision. Der Standort des Stabes blieb unverändert Neustadt.
- →  Die bisherige Panzerbrigade 14 wurde 1981 zur „neuen“ Panzerbrigade 34. Die Unterstellung der Brigade wechselte im Vorgriff bereits 1977 von der 5. Panzerdivision zur 12. Panzerdivision. Der Standort des Stabes blieb unverändert Koblenz.
- →  Die bisherige Panzerbrigade 34 wurde 1981 zur „neuen“ Panzerbrigade 6. Die Unterstellung der Brigade wechselte 1975 von der 12. Panzerdivision zur 2. Jägerdivision. Der Standort des Stabes verlegte 1981 von Kassel nach Hofgeismar.

Die Brigade umfasste im Herbst 1989 in der Friedensgliederung etwa 2900 Soldaten. Die geplante Aufwuchsstärke im Verteidigungsfall betrug rund 3300 Soldaten. Zum Aufwuchs war die Einberufung von Reservisten und die Mobilmachung von nicht aktiven Truppenteilen vorgesehen. Zum Ende der Heeresstruktur 4 im Herbst 1989 war die Brigade weiter Teil der 5. Panzerdivision und gliederte sich grob in folgende Truppenteile:
- Stab/Stabskompanie Panzerbrigade 14, Neustadt (Hessen)
  -  Panzerjägerkompanie 140, Stadtallendorf
  -  Panzerpionierkompanie 140, Stadtallendorf
  -  Nachschubkompanie 140, Neustadt
  -  Instandsetzungskompanie 140, Neustadt
  -  Panzerbataillon 141 (teilaktiv), Stadtallendorf
  -  Panzergrenadierbataillon 142, Neustadt
  -  Panzerbataillon 143, Stadtallendorf
  -  Panzerbataillon 144, Stadtallendorf
  -  Panzerartilleriebataillon 145, Stadtallendorf

#### Heeresstruktur 5 bis zur Auflösung
Die neue Panzerbrigade 14 blieb in der Heeresstruktur 5 (ab 1991) zunächst nur noch als teilaktive Brigade im Bereich Wehrbereichskommando IV / 5. Panzerdivision im Raum Oberhessen bestehen. Seit 1992 führt die Panzerbrigade 14 den Beinamen „Hessischer Löwe“.
Als klassischer Verband der Kampftruppen hatte die Brigade den Auftrag, alle unterstellten Verbände im Rahmen des Gefechts der verbundenen Waffen auszubilden und zu üben. Dazu sicherte sie die Aufwuchsfähigkeit der unterstellten Verbände, um die Bündnis- und Landesverteidigung sicherzustellen. Die aktiven Truppenteile standen für (multinationale) Einsätze im gesamten Aufgabenspektrum des Heeres zur Verfügung.
1993 wurde das Panzerartilleriebataillon 65 der Panzerbrigade 6 der Brigade unterstellt. Im Zeitraum von 1992 bis 1996 wurden viele Verbände der Panzerbrigade 14 aufgelöst. 1998 nahm die Brigade erstmals an einem SFOR Einsatz teil. 2001 erfolgte der Wechsel zur 7. Panzerdivision. 2003 unterstanden die Stabskompanie in Neustadt / Hessen, die Panzerpionierkompanie 200 in Hemer, das Panzergrenadierbataillon 152 in Schwarzenborn, das Panzergrenadierbataillon 52 in Rotenburg an der Fulda, das Panzerbataillon 64 in Wolfhagen, das Panzerbataillon 154 in Westerburg, das Panzerartilleriebataillon 2 in Hessisch Lichtenau (1996 aufgestellt und der Brigade 2002 unterstellt). Zeitweilig unterstand auch das Standortsanitätszentrum in Hessisch Lichtenau. Beim Elbehochwasser 2002 leistete die Brigade Katastrophenhilfe. 2003 stellte die Brigade Kräfte für das 7. Einsatzkontingent SFOR / KFOR und das 4. Einsatzkontingent ISAF. In den Jahren 2005/2006 folgte ein erneuter Einsatz in Afghanistan als Teil des 9. Einsatzkontingent ISAF. 2006 wurde die Panzerbrigade 14 Division Luftbewegliche Operationen unterstellt und als neuer Truppenteil wurde der Brigade das Fernmeldebataillon 820 aus Düsseldorf unterstellt. Das Panzergrenadierbataillon 152 wurde aufgelöst und als Jägerregiment 1 neu aufgestellt, jedoch der Luftmechanisierten Brigade 1 unterstellt. 2006 wurden das Panzerartilleriebataillon 2 und das Panzerbataillon 154 außer Dienst gestellt. Ende 2007 wechselte die Panzerpionierkompanie 200 zur Panzerbrigade 21 „Lipperland“.
Die Militärgeschichtliche Ausstellung Panzerbrigade 14 – „Hessischer Löwe“ in Neustadt erinnert in einem Traditionsraum an die Brigade und die aufgelösten Truppenteile Panzerjägerkompanie 140, Panzerbataillon 143, Panzerartilleriebataillon 145 und Feldersatzbataillon 54.
Der Panzerbrigade 14 waren zuletzt folgende Truppenteile unterstellt:
- Stabskompanie
- Panzerbataillon 64 (Wolfhagen)
- Fernmeldebataillon 820 (Düsseldorf)

Die Brigade wurde am 30. Juni 2008 außer Dienst gestellt.

## Kommandeure

### Als Panzerbrigade 14 ab 1981
Die Kommandeure der neuen Panzerbrigade 14 waren (Dienstgrad bei Kommandoübernahme):
| Nr. | Name                                  | Beginn der Berufung | Ende der Berufung  |
| --- | ------------------------------------- | ------------------- | ------------------ |
| 20  | Oberst Theodor Herkel (Brigadeführer) | 13. Juli 2007       | Auflösung          |
| 19  | Brigadegeneral Achim Lidsba           | 2005                | 12. Juli 2007      |
| 18  | Brigadegeneral Wolfgang Brüschke      | 2003                | 2005               |
| 17  | Oberst Hans-Joachim Fröhlich          | 2001                | 2002               |
| 16  | Oberst Gertmann Sude                  | 1999                | 2001               |
| 15  | Oberst Peter Goebel                   | 1996                | 1998               |
| 14  | Oberst Klaus Wittmann                 | 1. Oktober 1992     | 1995               |
| 13  | Oberst Rainer Jung                    | 17. Dezember 1989   | 30. September 1992 |
| 12  | Oberst Jochen Lehmann                 | 1. Februar 1988     | 19. September 1989 |
| 11  | Oberst Wilhelm Tolksdorf              | 17. März 1983       | 31. Januar 1988    |
| 10  | Oberst Klaus-Christoph Steinkopff     | 1. Oktober 1981     | 17. März 1983      |

### Als Panzerbrigade 6 bis 1981
Die Kommandeure der alten Panzerbrigade 6 waren (Dienstgrad bei Kommandoübernahme):
| Nr. | Name                              | Beginn der Berufung | Ende der Berufung  |
| --- | --------------------------------- | ------------------- | ------------------ |
| 10  | Oberst Klaus-Christoph Steinkopff | 1. Oktober 1980     | 30. September 1981 |
| 9   | Oberst Christoph-Adolf Fürus      | 1. April 1978       | 30. September 1980 |
| 8   | Oberst Karl Erich Diedrichs       | 1. Oktober 1975     | 31. März 1978      |
| 7   | Brigadegeneral Karl-Heinz Jörgens | 1. Oktober 1970     | 30. September 1975 |
| 6   | Oberst Anton Burnhauser           | 1. April 1968       | September 1970     |
| 5   | Oberst Josef Rettemeier           | 10. März 1964       | März 1968          |
| 4   | Oberst Dietrich Langél            | 14. August 1962     | März 1964          |
| 3   | Oberst Gerd Ruge                  | 14. August 1959     | August 1962        |
| 2   | Oberst Frithjof Heyse             | 10. November 1957   | Juli 1959          |
| 1   | Oberst Leo Drossel                | 1. Juli 1956        | November 1957      |

## Verbandsabzeichen

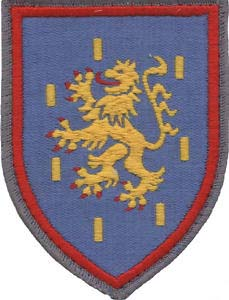
Gewebtes Verbandsabzeichen für den Dienstanzug

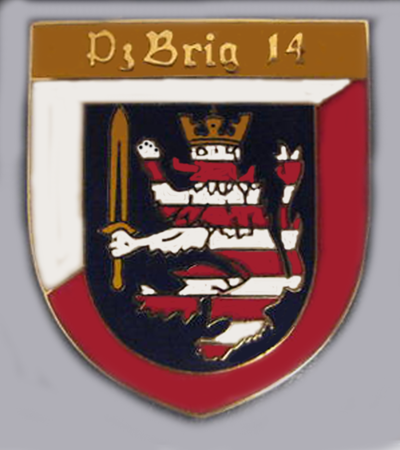
Internes Verbandsabzeichen des Stabes/Stabskompanie

Die Blasonierung des Verbandsabzeichens für den Dienstanzug der Angehörigen der Panzerbrigade 14 lautete:
 Rot bordiert, im blauen, mit goldenen Schindeln bestreuten Schild ein goldener rotbewehrter und rotgezungter Löwe.
Das Verbandsabzeichen ähnelte dem Wappen des Hauses Nassau. In oder zumindest unweit des Gebiets der ehemaligen Provinz Hessen-Nassau waren die Truppenteile der Division disloziert. Die Verbandsabzeichen der Division und der unterstellten Brigaden waren bis auf die Borde identisch. In der Tradition der Preußischen Farbfolge erhielt das Verbandsabzeichen der Panzerbrigade 14 als „zweite“ Brigade der Division einen roten Bord.
Da sich die Verbandsabzeichen der Brigaden der Division nur geringfügig unterschieden, wurde stattdessen gelegentlich auch das interne Verbandsabzeichen des Stabes bzw. der Stabskompanie pars pro toto als „Abzeichen“ der Brigade genutzt. Es zeigte einen gekrönten Bunten Löwen („Hessenlöwe“) wie im Stadtwappen Marburgs oder ähnlich wie im hessischen Landeswappen. Der Löwe hält ein Schwert in der Tatze. Die Schildteilung in weiß-rot entsprach der Tingierung der hessischen Landesflagge.